# Чепець (Свентокшиське воєводство)
Чепець (пол. Czepiec) — село в Польщі, у гміні Сендзішув Єнджейовського повіту Свентокшиського воєводства.
Населення — 89 осіб (2011).
У 1975-1998 роках село належало до Келецького воєводства.

## Демографія
Демографічна структура на день 31 березня 2011 року:
|          | Загалом | Допрацездатний вік | Працездатний вік | Постпрацездатний вік |
| -------- | ------- | ------------------ | ---------------- | -------------------- |
| Чоловіки | 45      | 4                  | 36               | 5                    |
| Жінки    | 44      | 3                  | 25               | 16                   |
| Разом    | 89      | 7                  | 61               | 21                   |